# 芳澤あやめ (5代目)
五代目 芳澤あやめ（ごだいめ よしざわ あやめ、宝暦5年〈1755年〉 - 文化7年8月26日〈1810年9月24日〉）とは、江戸時代中期の歌舞伎役者。屋号は橘屋、俳名は香浦、巴紅、巴江、一鳳。紋は丸に橘の字と丸に巴の字。

## 来歴
三代目芳澤あやめの子。芳澤いろはと名乗り父のもとで修業を積み、明和3年（1766年）11月、大坂嵐雛助座で初舞台を踏む。三代目あやめの没後も京、大坂、江戸で舞台を勤め、文化4年（1807年）11月、京都雲長太夫座の『義経腰越状』で五代目芳澤あやめを襲名するが、その三年後大坂にて没す。享年56。辞世の句は「魂棚へけふやのぼりて初舞台」、「膏薬もまたで散りゆく家身かな」。口跡、容姿ともに優れた女形で世話物や傾城役を得意とした。子に二代目芳澤いろは、養子に四代目芳澤崎之助がいる。